# オランダの宗教改革
ここでは、1566年に始まったオランダの低地地方（ネーデルラント17州）の宗教改革について概説する。

## 低地地方と宗教改革
メルセン条約によって東フランクと西フランクに分属することとなった低地地方(ネーデルラント)は中世後期に至るまで政治的統一とは無縁であった。
しかし、14世紀にヴァロワ＝ブルゴーニュ家の支配下にはいると、地域の政治的統一が促進されることとなった。その後、同家の断絶によりハプスブルク家がこの地を相続し、中央集権的な支配を及ぼそうとしたが、これに対して低地地方の貴族は不満を募らせ1568年に反乱し、やがて北部はオランダ共和国として独立した。オランダ共和国は改革派が多数であったわけではないが、独立の過程においては改革派が主導的な影響を及ぼし、やがて改革派の中心国家として台頭することになった。
低地17州の歴史的経緯

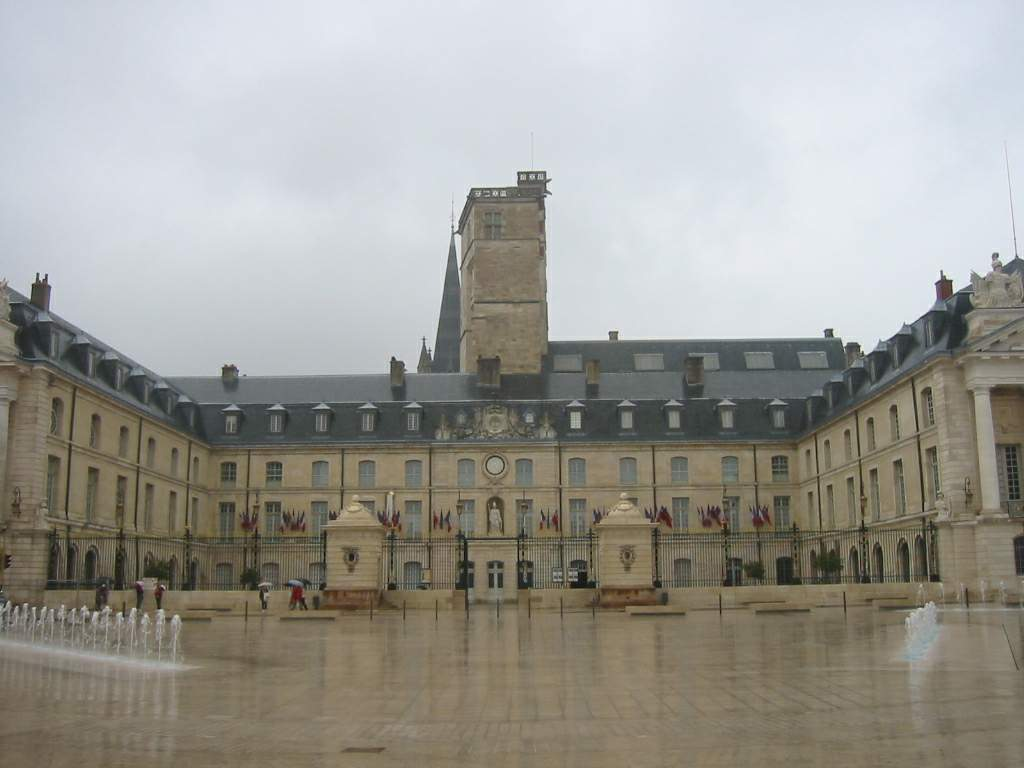
ディジョンにあるブルゴーニュ公の宮殿

12世紀までに、低地地方にはホラント伯やゲルデルン公、ブラバント公、エノー伯、ルクセンブルク伯、フランドル伯などの世俗領主、ユトレヒト司教やリエージュ司教といった教会領主が分立割拠していた。11世紀後半ごろからこの地域に対する神聖ローマ皇帝の圧力は減退し、低地地方は徐々に英仏両国の影響を受けるようになっていった。
低地地方南部で徐々に強大な勢力を確立したフランドル伯は、フランスとの対立を深め、とくにフランドル伯支配下の都市はイングランドとの通商関係での結びつきがあったことから、イングランド王に接近した。フランドル伯ボードゥアン9世の時代には、ノルマンディーをイングランド王ジョンから取り上げたフィリップ2世がフランドルを窺う情勢となった。つづくボードゥアンの娘ジャンヌの時代に、イングランド王ジョン・神聖ローマ皇帝オットー4世と同盟し、フランス王権に挑戦したが、1214年ブーヴィーヌの戦いで敗北した。以降フランドルはしばらくの間フランス王権の掣肘を受けることとなる。
14世紀半ばに同地は相続を通じてブルゴーニュ家のフィリップ豪胆公の支配下に入り、この公国のもとで政治的統一が進められた。公国は財政的にも低地地方に大きく依存しており、自然と公国の重心も低地地方へと移動した。このころすでに聖職者、貴族、有力都市民からなる身分制議会が低地地方でも開かれていたが、あらたに課税賛否権と請願権を与え、この議会は「全国議会（エタ・ジェネロー）」へと発展した。
14世紀にルクセンブルク伯領を領していたルクセンブルク家の当主が相次いで神聖ローマ皇帝となり、同家はやがて神聖ローマ帝国の東方に広大な家領を形成した。カール4世の時代にルクセンブルク伯はルクセンブルク公へと格上げされ、同家は最盛期を迎えるが、やがて15世紀初めには同家の男系は断絶し、その支配地域の多くは相続を通じてハプスブルク家の手中に収まった。
1477年にシャルル突進公がロレーヌ・アルザス・スイス軍との戦いで戦死すると、フランス国内のブルゴーニュ公領はたちまちフランス王権に回収され、相続者マリーに残されたのは低地地方とフランシュ＝コンテのみであった。マリーは同年ハプスブルク家の神聖ローマ皇帝マクシミリアン1世と結婚し、これらの地域もまたハプスブルク家の支配に収まった。

### ハプスブルク家の統治（カール5世とフェリペ2世）

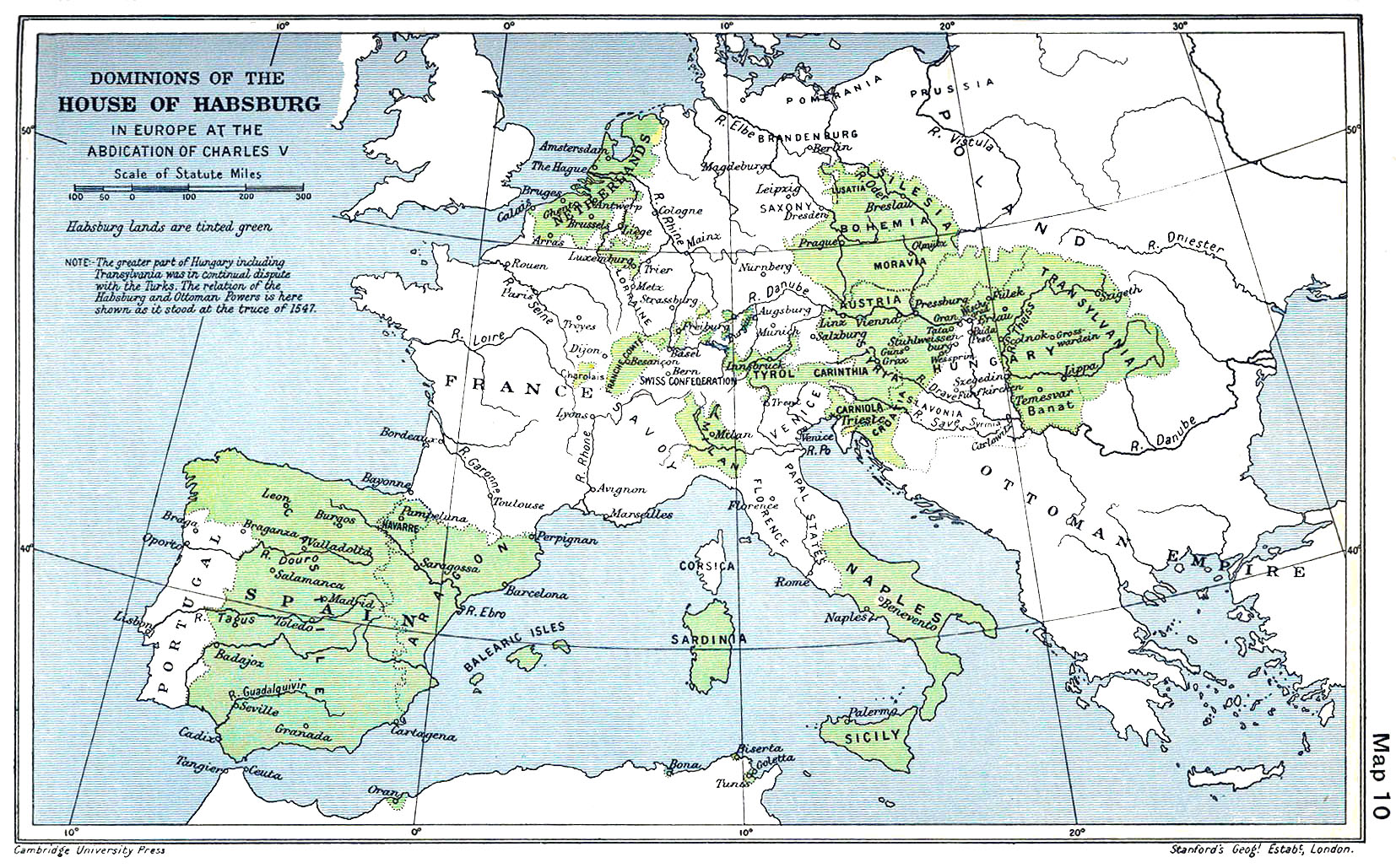
カール5世の「帝国」（1547年）

1506年フィリップ端麗公が急死すると、その長子シャルルが公国を相続し、1515年1月に全国議会で即位した。さらにシャルルは1516年にはカスティリャ・アラゴン両王国の君主となり、1519年には対抗馬のフランソワ1世を破って神聖ローマ皇帝カール5世となった。こうして東はトランシルヴァニアから西はスペインにいたる、ヨーロッパ全体を包含するかのような「帝国」が形成された。この帝国には一体的な国家組織がなく、個別の国家がただ単にカール5世のもとに集約されているに過ぎなかったが、低地地方はその中で位置的には辺境であるにもかかわらず、対フランスの軍事的・政治的拠点であり、さらにアントウェルペンの金融は「帝国」の重要な財源であった。カールは低地地方の行政的中心をブリュッセルにおき、中央集権化を進めて政治的統一を促進させる一方、周辺地域の武力的制圧をすすめ、メルセン条約以来分断されていた低地地方を初めて統一した。低地地方が17州と呼ばれるのは、このカール5世が帯びた、低地地方の17の称号に由来し、1548年のアウクスブルク帝国議会で正式に承認された。この17州が具体的にどの州を数え上げたものかについては数説あり、一致した見解が得られているとは言えず、不明確である。あるいは中世ヨーロッパにおいて17という数字は不特定多数の寓意でもあったので、それに由来するのではという示唆もホイジンガから出されている
1549年には低地地方が「永久に不可分」な形でハプスブルク家に継承されることを定めた国事詔書（プラグマティック・サンクシオン）が発布され、全国議会で承認された。

### 宗教的な緊張
カール5世に続いて低地地方を支配したのは長子フェリペであった。フェリペもカール5世の基本路線を継承し、法典や裁判制度の統一をはかり、低地地方を中央集権化しようと試みた。低地地方の政治の実権はグランヴェルなどの寵臣が握っており、オラニエ家などの大貴族と対立した。フェリペは低地地方での支配権を強化するため、低地地方での教区再編を計画し、1559年7月教皇パウルス4世から許可を得た。
これにより低地地方にカンブレ・メヘレン・ユトレヒトの3つの大司教区が新設され、これらの司教区の司教には従来王権の下で異端審問に関与していた神学者が多数登用された。アントワーヌ・ド・グランヴェルもメヘレン大司教となっている。この頃フランスから多数の改革派が流入し始めていたので、宗教的な緊張が高まり、低地地方に不穏な空気が流れ始めた。
1565年フェリペが改めて低地地方での異端審問の強化を命令すると、下級貴族は反発を強め、1566年には異端審問の中止を求める訴状を執政マルハレータに提出した。このとき下級貴族を「乞食」と蔑称したことから、彼らは自ら「乞食党」を名乗るようになった。マルハレータは異端審問の一時緩和を発表したが、これにより改革派が公然と低地地方で活動を開始するに至った。

### 改革派の暴動

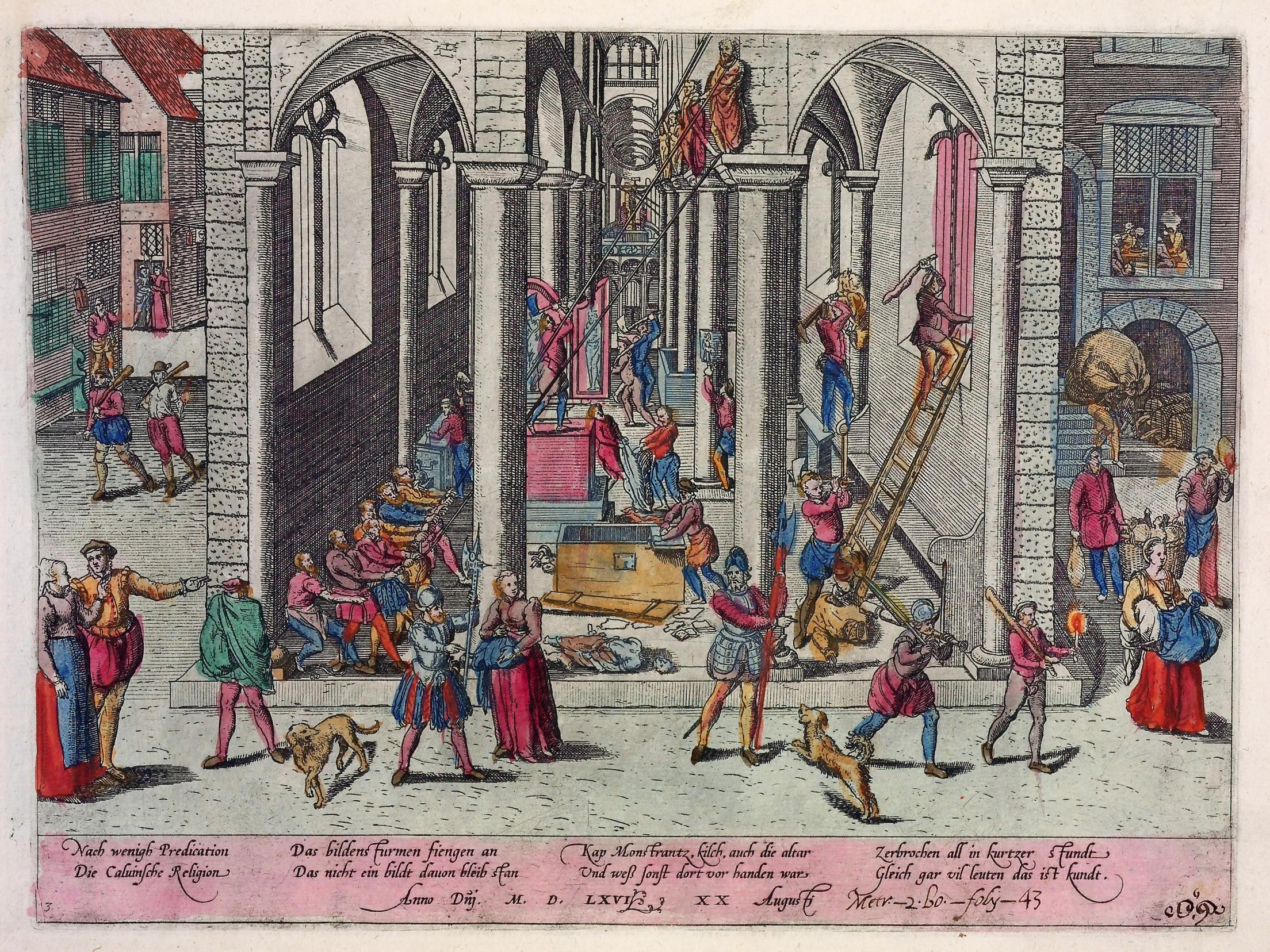
1566年の教会襲撃。

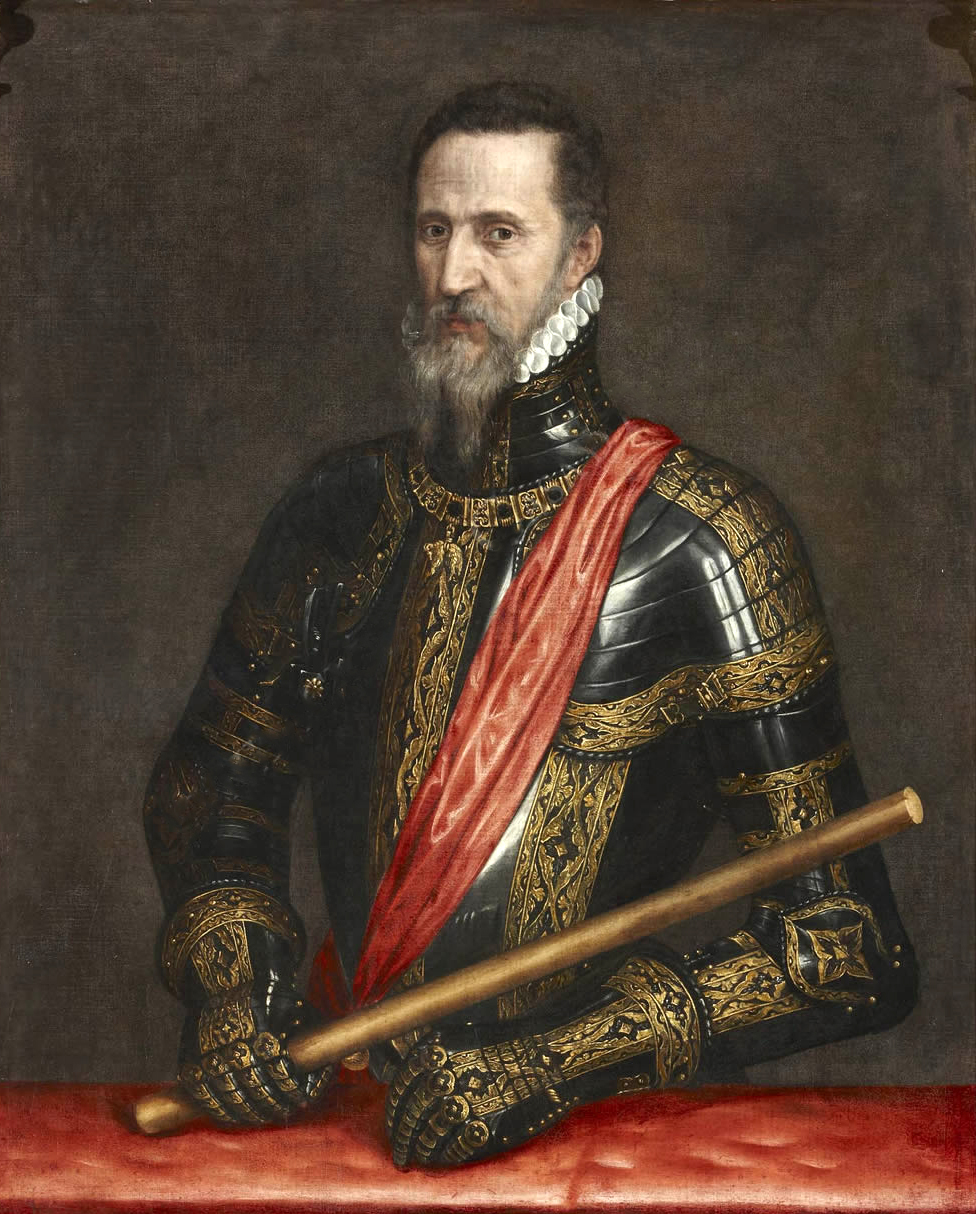
「鉄の公爵」アルバ公フェルナンドが設けた「騒擾評議会」は別名「血の裁判所」と呼ばれるほど苛烈だった。

1566年、フランドルでカトリック教会や修道院を狙った暴動「オランダ人の反乱」をきっかけに、その反乱が低地地方各地へと広まり80年戦争が始まった。フェリペが重税などの圧政を行っていたため、まだプロテスタントが浸透していない北部にまで暴動は拡大した。この暴動は一見宗教的動機に隠されてはいるが、そのうちに深刻な経済的理由が存在していた。これは改革派がそれほど浸透していない低地地方北部でも暴動が起こっていることから明らかである。この年は北欧での大規模な戦争によってバルト海方面からの穀物流入が激減し、低地地方では食糧難と経済危機が発生しており、1567年8月、フェリペは事態の収拾を図るため、アルバ公に指揮権を与え軍隊による介入を指示し、1万ほどの軍勢とともに派遣した。アルバ公は「騒擾評議会」なる特別法廷を設置し、暴動の参加者を徹底的に弾圧した。さらに12月にはマルハレータに替わって執政になり、ネーデルラント貴族にこの暴動の責任を問うた。
1568年6月5日、異端撲滅の名の下に、エフモント伯ラモラール、ホールン伯フィリップを含む大貴族20人余りがブリュッセルで処刑された。この際、大貴族の一人であったオラニエ公ウィレム1世は1567年4月すでにドイツに逃れており無事だったが、彼ら亡命貴族の財産・領地の多くが没収された。1569年には十分の一税を導入して、スペインの財政改善のために低地地方に経済的圧迫をもたらした。

### 八十年戦争とオランダ共和国
ドイツに逃れていたオラニエ公ウィレムは1568年4月に軍を率いてオランダ北部と中部から一斉に進攻するが、5月23日ヘイリヘルレーの戦いに勝利したものの、結局は失敗に終わった。ウィレムはフランスのユグノーに合流し、「海乞食（ワーテルヘーゼン）」を組織して低地地方の沿岸を無差別に略奪した。1572年4月1日海乞食はブリーレの占拠に偶然にも成功し、やがて港湾都市を少しずつ制圧していった。同年7月ホラント州は反乱側に転じ、ウィレムを州総督に迎えることとした。ホラント・ゼーラント2州に海乞食が足場を整えると、改革派が続々と流入し、徐々に主導権を握るようになった。1573年2月にはホラント州でカトリックの礼拝が禁じられた。 
当時の欧州経済中心地はアントワープ証券取引所（1531設立）のあるアントワープであったが、1576年には低地地方に駐留していたスペインのフランドル軍軍が給料の未払いから略奪に走り、市民に7000名から18000名の犠牲者が出る（アントワープの略奪）。これによりスペインに協力的であった南部州も反乱州との提携に転じ、同年、ヘントの和約が結ばれた。和約は全部で25か条あり、第1条ではスペイン王による無条件大赦、第2条では諸州の連帯と低地地方の平和維持、第3条で宗教問題など諸州の問題を解決するために全国議会を開くことを決めていた。しかし全国議会は開かれず、条約は北部と南部が互いに都合良く解釈する余地を残していた。たとえばフェリペ2世の意向を気にする高級官僚は早くも1576年11月9日づけの国王宛書簡で「和約」を容認したやむべき経緯を釈明した上で、和約の実施にあたっては修正を加えることを示唆している。同様にオラニエ公ウィレムの側でも、側近がイングランド宛の書簡で宗教問題について、ホラント・ゼーラント両州では全く妥協する気がないことを述べている。このようにヘントの和約は全くその場限りの一時的な妥協に過ぎず、永続性を欠いており、状況の推移によって簡単に崩れる脆い地盤の上にあった。
アントワープは1585年、スペインによるアントワープ包囲戦により陥落した。これをきっかけに欧州の経済拠点は1602年、アムステルダムに移動することになった。
1648年のヴェストファーレン条約及びこれに伴うミュンスター条約により、ハプスブルク領ネーデルラントは、南ネーデルラント以外の北部7州がネーデルラント連邦共和国として独立し、またスイスも同時に独立した。
この戦争は大航海時代の終盤と重なるが、オランダ東インド会社（VOC）は1609年に北アメリカを発見してニューアムステルダムやニューネーデルラントの植民地経営を開始し、同年に江戸とも交易を始めている。江戸においては政治的事情により布教は行われなかったが、VOCは島原の乱の制圧を支援してカトリック勢力を排し、江戸時代の日本に蘭学を広めた。英蘭戦争も生じる中でイギリスやオランダはアジア圏のゴアやマカオ、香港やバタヴィアや香料諸島においても支配力を持つに至りオランダ黄金時代がもたらされた。